# Виктор Иго
Виктор Мари Иго (фр. Victor Marie Hugo; Безансон, 26. фебруар 1802 — Париз, 22. мај 1885) био је велики француски писац и предводник многих књижевних и политичких генерација. За његово име везан је настанак француске романтичарске књижевности. Виктор Иго је је био песник, романсијер и драмски писац. Био је активан учесник политичког живота Француске.
Иго је рано стекао књижевну славу која га је пратила све време његовог дугог живота. У петнаестој години његове стихове су запазили и похвалили највиши чланови Француске академије, а већ у осамнаестој је примљен за члана Академије у Тулузу. Његова слава је расла и он је од угледања на велика имена француског класицизма прешао на оригинално књижевно стваралаштво. Иго је тада наступао као отворени присталица нових, романтичарских струјања у књижевности. Чувени предговор драми Кромвел сматра се манифестом романтизма. У њему Иго захтева да нова књижевност буде осећајна, а не рационална, да делује снагом речи и осећања, а не прописаном формом и укоченом конструкцијом. Писци класичари су реаговали ватрено и охоло, али романтичарска књижевна је већ била продрла у живот и заталасала младе књижевне генерације.
Славни писац је остао веран својим идејама до краја живота. Такав је био и после повратка у Француску, када се париски пролетаријат 1871. године обрачунао са буржоазијом и ројалистима. Залагао за хуман третман према похватаним револуционарима након пораза Париске комуне. И у касним годинама живота Иго је био активан у књижевном раду, стварао нова дела и постао идол целог француског народа. У таквој слави је и умро, у дубокој старости – 1885. године.
Иго је једно од највећих имена француске културне историје. Успео је да створи изузетно обимно књижевно дело и да у њему, поред најличнијих расположења, изрази општељудске тежње и идеале свога доба. Зато се то дело оцењује као најлепша химна животу и људском праву на срећу и слободу.

## Детињство, младост и утицаји
Виктор-Мари Иго је рођен 26. фебруара 1802. у Безансону као трећи син Жозефа Леополда Сигисберта Игоа (1773–1828) и његове супруге Софи Требуше (1772—1821). Већину живота провео је у родној Француској. Међутим, био је изгнан из државе за време владавине Наполеона III. Године 1851. живео је у Бриселу, од 1852. до 1855. живео је на Џерзију, а од 1855. до 1870. и поново од 1872. до 1873. на Гернзију. Године 1852. добио је генерално помиловање и од тада је у добровољном егзилу.
Игоово рано детињство било је испуњено великим догађајима. У веку пре његова рођења, у Француској револуцији догодио се крај династије Бурбона, а сам Иго је доживео успон и пад Прве републике и настанак Првог царства под вођством Наполеона Бонапарте. Наполеон се прогласио царем када је Иго имао само 2 године, а династија Бурбона се вратила на трон пре Игоовог осамнаестог рођендана. Различити политички и верски погледи Игоових родитеља одражавали су силе које су се бориле за превласт у Француској током целог његова живота; Игоов отац био је високо одликовани официр у Наполеоновој војсци, атеистички републиканац који је сматрао Наполеона херојем, док је његова мајка била католичка ројалисткиња која је по неким причама за љубавника изабрала генерала Виктора Лахорија, који је 1812. погубљен због сумње да је ковао планове против Наполеона.
Софи је следила свог мужа на задатке у Италију (где је Леополд служио као гувернер провинције близу Напуља) и у Шпанију где је водио три шпанске провинције. Свесна проблема сталног сељења због војног живота и због могућности да је превари њен неверни супруг, Софи се 1803. привремено растала од Леополда и настанила у Паризу. Од тада је доминирала Игоовим образовањем и развојем. Резултат тога био је приметан у његовим раним песмама и прози чије су главне теме биле краљ и вера. Тек касније, посматрајући догађаје који су узроковале револуцију 1848, Иго је одбацио католички ројализам и постао је поборник републиканизма и слободе мишљења.

## Рана поезија и проза
Као и многе друге младе писце његове генерације, Игоов узор био је Франсоа Рене де Шатобријан, отац романтизма и једна од најистакнутијих књижевних личности у Француској за време 1800-их. У својој младости, Иго је развио тезу „Шатобријан или ништа“ и његов каснији живот имао је јако великих сличности са животом његовог претходника. Као и Шатобријан, Иго је подстицао и унапређивао развој романтизма. Постао је повезан с политиком као херој републиканизма и био је изгнан из домовине због својих политичких мишљења.
Страст и елоквенција Игоових ранијих дела донела му је успех и славу у младости. Његова прва песничка збирка „Нове оде и различите песме“ (Nouvelles Odes et Poésies Diverses) издата је 1824. када је Иго имао само 23 године, а донела му је краљевску плату од Луја XVIII. Иако су се песмама дивили због њиховог спонтаног заноса и течности, тек је идућа збирка из 1826. (Оде и баладе) открила Игоа као великог и одличног песника, мајстора лирике и креативне песме.
Против мајчиних жеља, млади Иго се заљубио и тајно верио са пријатељицом из детињства Адел Фуше (1803—1868). Због необичне блискости са мајком, Иго се тек након њене смрти 1821. осећао слободним да се ожени са Адел (то се догодило 1822). Своје прво дете, сина Леополда, добили су 1823, али дете је преминуло још у детињству. Игоова остала деца су била кћери Леополдин (рођена 28. августа 1824) и Адел (рођена 24. августа 1830), и два сина Шарл (рођен 4. новембра 1828) и Франсоа-Виктор (рођен 28. октобра 1828). Иго је свој први роман, „Хан Исланђанин“ (Han d'Islande) издао 1823, а други роман „Буг-Жаргал“, издао је три године касније, 1826. У периоду између 1829. и 1840. Иго је издао још 5 песничких збирки (Les Orientales, 1829; Les Feuilles d'automne, 1831; Les Chants du crépuscule, 1835; Les Voix intérieures, 1837; и Les Rayons et les ombres, 1840) и тако утврдио своју репутацију једног од највећих и најбољих лирских песника свих времена.

## Позоришни рад
Иго није тако брзо постигао успех са својим позоришним делима. Године 1827. издао је никад изведену драму „Кромвел“, која је познатија по ауторовом предговору него по самој радњи (гломазна и дуга драма сматрала се „неприкладном за извођење“). У уводу, Иго саветује француске писце да се ослободе класицистичког театра и тако покренуо битку између класицизма и романтизма која ће након тог догађаја трајати још годинама. Након „Кромвела“, 1828. уследила је драма „Ами Робсар“, једна експериментална драма из Игоовог детињства која је инспирисана историјским романом „Кенилворт“ Волтера Скота. Продуцирао ју је његов шурака Пола Фушеа, а она је изведена само једном пред више но незахвалном публиком и одмах скинута са позорнице.
Прва Игоова драма коју је лично продуцирао била је „Марион Делорме“. Иако је првобитно забрањена и цензурисана због критике монархије, забрана је скинута, а премијера без цензуре одржана је 1829, поново без успеха. Међутим, следећа драма коју је Иго написао и продуцирао - „Ернани“ - показала се као један од најуспешнијих и најпотреснијих догађаја 19. века на француској позоришној сцени. То се догодило већ прве ноћи када је постала позната као „Битка за Ернани“. Данас је дело релативно непознато и не памти се осим као подлога за Вердијеву истоимену оперу. Но, у оно време, извођење представе скоро се претворило у рат између тада кључних супарника у француској култури и друштву: класицисти против романтичара, либерали против конформиста и на крају републиканци против ројалиста. Драму су новине углавном осудиле, али се она изводила пред пуним позориштем из вечери у вече. Такође је сигнализирала да се Игоов концепт романтизма изразито исполитизовао: Иго је веровао да ће исто као што ће и либерализам ослободити народ од патњи под монархијом и диктатуром, романтизам ослободити уметност од класицизма.
Иго је 1832, инспирисан успехом „Ернанија“, написао још једну драму „Краљ се забавља“. Драма је забрањена одмах након првог извођења и то због истакнутог исмејавања француског племства, али је постала изузетно популарна у штампаном облику. Мотивисан забраном, Иго је своју следећу драму „Лукреција Борџија“ написао за само 14 дана. Драма је изведена тек 1833. и доживела је знатан успех. Госпођица Жорж (бивша Наполеонова љубавница) играла је главну улогу, а глумица Жилијет Друе играла је једну од споредних улога. Друе је касније имала врло важну улогу у Игоовом приватном животу поставши његова доживотна љубавница и муза. Иако је Иго имао много љубавних авантура, чак је и Игоова супруга признала да је Друе изузетно повезана са Виктором и сматрала ју је делом проширене породице. У Игоовој следећој драми „Марија Тјудор“ из 1833, Друе је играла улогу Џејн Греј, претходницу Марије Тудор. Но, Друе није била погодна за ову улогу и замењена је другом глумицом одмах након првог извођења. То је била њена последња улога на француској позорници. Од тада је свој живот посветила Игоу. Уз малу новчану помоћ, постала је његова секретарица и сапутница за наредних 50 година.
Игоов „Ангело“ премијерно је изведен 1835. и доживео је велик успех. Убрзо након тога, гроф од Орлеана (брат краља Луја-Филипа и велики обожаватељ Игоових дела) основао је ново позориште да подржи извођење нових драма. Театр де ла рененсанс (Théâtre de la Renaissance) отворен је у новембру 1838. и прва представа која се у њему изводила је „Руј Блаз“. Иако се та драма данас сматра једним од Игоових најбољих, у оно време није била баш добро прихваћена. Иго није написао нову драму све до 1843. Ле Бирграв (Les Burgraves) је била његова последња права драма. Приказана је само 33 пута и полако је губила гледаоце, који су ишли да гледају конкурентску драму. Иако је касније, 1862, написао једну кратку драму „Торкемада“, она није издата све до 1882. и није била намењена за извођење на позорници. Ипак, Игоов интерес за позориште није опао и 1864. је написао добро-прихваћени есеј о Вилијаму Шекспиру, чији је стил покушао опонашати у својим сопственим драмама.

## Зрела фаза
Игоово прво дело за одрасле појавило се 1829, а одражавало је оштру социјалну савест која ће увелико утицати на једно од његових каснијих дела. „Последњи дани човека који је осуђен на смрт“ је дело које је имало дубок утицај на књижевнике као што су Албер Ками, Чарлс Дикенс и Фјодор Достојевски. „Клод Ге“, кратка документарна прича о убици из стварног живота који је погубљен у Француској, појавила се 1834, и како је сам Иго тврдио, она је била претеча његовог најпознатијег дела „Јадници“. Први Игоов прави, дуги роман био је изузетно успешна „Богородичина црква у Паризу“, који је објављен 1831. и одмах је преведен на скоро све европске језике. Један од ефеката романа била је популаризација Богородичине цркве у Паризу, која је ос тада почела привлачити на хиљаде туриста који су прочитали роман. Књига је такође инспирисала љубав према предренесансним грађевинама, које се од тада активно чувају.
Иго је почео планове за свој нови велики роман о социјалној патњи и неправди за време 1830-их, али је било потребно пуних 17 година како би се његово најпознатије и најдуговјечније дело, „Јадници“, реализовало и коначно било објављено 1862. Сам аутор је био свестан да је његов нови роман изврстан и издавање је припало купцу који је највише понудио. Белгијска издавачка кућа Лакроа & Вербекховен прихватила се маркетиншке кампање, што је било необично за то време, штампајући новинска издања дела пуних 6 месеци пре његовог објављивања. Првобитно је издала само први део дела („Фантина“), истовремено издаван у већим градовима. Делови књиге брзо су се распродали и имали су велики утицај на француско друштво. Критике дела сезале су од дивљег ентузијазма па до интензивних осуда, но проблеми који су истакнути у „Јадницима“ убрзо су се нашли на дневном реду француске Народне скупштине. Тај роман је и дан данас још увек популаран у целом свету, адаптиран је за филм, ТВ и музичку сцену, а написано је још и пар књига које се на неки начин сматрају наставцима романа.
Иго се од социјално-политичких проблема удаљио у свом идућем роману, Работници на мору који је издат 1866. Упркос томе, књига је добро примљена, можда због претходног успеха „Јадника“. У роману посвећеном каналском острву Гернзију, на којем је Иго провео 15 година изгнанства, Игоово описивање човекове битке са морем и са страшним створењима које живе испод површине изродило је нови тренд у Паризу - лигње. Од јела и изложби па до шешира и забава у симболу лигње, Парижани су постали фасцинирани том животињом коју су многи тада сматрали мистичном. Гернзијевска реч која је коришћена у књизи користила се како би реферисала на хоботницу. Главни лик долази са острва Уме.
Политичко-социјалним проблемима вратио се у свом идућем делу, Човек који се смеје које је објављено 1869. и које је дало критични приказ аристократије. Овај роман није био толико успешан као његови претходници те је сам Иго рекао да се повећава разлика између њега и његових књижевних савременика као што су Гистав Флобер и Емил Зола, чија су натуралистичка дела постајала све популарнија од Игоових романтистичких дела. Његов задњи роман „Деведесет трећа“, издат 1874, бавио се проблемом који је Иго пре избегавао: Владавина терора за време Француске револуције. Иако је његова популарност опадала након што је роман издат, многи „Деведесет трећу“ сматрају јако моћним делом које је раме уз раме са Игоовим претходним делима.

## Политички живот и изгнанство
Након три неуспешна покушаја, Иго је 1841. први пут изабран у Француску академију и тако је утврдио своју важну улогу у француској књижевности. Након тога се увелико укључио у политички живот и постао је велики поборник републике. Краљ Луј-Филип га је 1841. поставио за краљевског генеалога и тиме је ушао у Високе одаје као пир де франс (еквивалент енглеског лорда) и на тој позицији је говорио против смртне казне и социјалне неправде, а залагао се за слободу штампе и самоуправу за Пољску. Касније је изабран у законодавну и уставотворну скупштину, мало пре револуцију 1848. и формирања Друге француске републике.
Када је Луј Наполеон (Наполеон III) преузео потпуну власт 1851. и када је донео антипарламентарни устав Иго га је отворено прогласио издајицом сопствене домовине. У страху за живот Иго бежи у Брисел, па на Џерзи, а са породицом се коначно сместио на једно од острва у Ламаншу, Гернзи, тачније у Отвил Хаус где је живео у изгнанству до 1870.
Док је био у егзилу, Иго је написао своје познате памфлете против Наполеона III, „Наполеон мали“ и Прича о једном злочину. Памфлети су забрањени у Француској, али упркос томе су тамо имали велик утицај. Иго је за време свог боравка на Гернзију написао нека од својих најпознатијих дела, као што су Јадници и његове врло цењене збирке поезије (Les Châtiments, 1853; Les Contemplations, 1856; и La Légende des siècles, 1859).
Иго је једном приликом уверио владу краљице Викторије да поштеди 6 Ираца смртне казне због терористичких активности. Тај његов чин је за последицу имао уклањање смртне казне из женевског, португалског и колумбијског устава..
Иако је Наполеон III издао помиловање свим политичким изгнаницима 1859, Иго је одбио да се врати јер би то значило да треба да повуче своје критике и измени мишљење према влади и краљу. Тек када је Наполеон III пао и настала Трећа република, Иго се вратио у домовину 1870, у којој је врло брзо изабран у Народну скупштину и Сенат.

## Верски погледи
Игоови верски погледи радикално су се мењали током његовог живота. Као младић био је католик и изражавао је велико поштовање према црквеној хијерархији и ауторитету. Од тада се све више одаљава од католицизма и изражава велико негодовање према папи и има снажне антиклерикалне погледе. Током егзила постао је спиритуалиста, а касније је постао поборник рационалног деизма који је био сличан ономе који је подржавао Волтер. Када је један пописник 1872. питао Игоа да ли је католик, Иго је одговорио: "Бр. 1 слободоумник".
Иго никад није изгубио своју антипатију према римокатоличкој цркви углавном због њене равнодушности за недаће радника који су били тлачени од стране монархије и можда због учесталости којом су се Игоова дела налазила на папиној листи „забрањених књига“ (Католичка штампа напала је Игоа чак 740 пута због „Јадника“). Након смрти својих синова Карла и Франсоа-Виктора, Иго је захтевао да се сахране без крстова и без свештеника, а исто тако је желео да се и он сахрани. Иако је Иго веровао да је католичка догма стара и умирућа, никада није директно напао саму институцију. Остао је врло религиозан и до краја живота је веровао у моћ и потребу молитве.
Игоов рационализам се може наћи у његовим песмама Торкемада (1869, која говори о верском фанатизму), Папа (1878, насилно антиклерикална), Вере и вера (1880, у којој одбија корист цркава) и у оним постхумно издатим Крај Сотоне и Бог (1886. и 1891, у којој хришћанство представља као грифона, а рационализам као анђела).

О вери је Иго рекао: 
Вера пролази, Бог остаје
. Предвидео је да ће хришћанство постепено нестати, али да ће људи и након тога веровати у "бога, душу и одговорност".

## Последње године и смрт
Када се Иго 1870. вратио у Париз, народ га је славио као националног хероја. Упркос својој популарности Иго је изгубио изборе за Народну скупштину 1872. У врло кратком периоду након неуспелих избора Иго је добио лакши мождани удар, доживео је Опсаду Париза, његова ћерка је завршила у лудници, а истом периоду је изгубио и два сина. Његова друга ћерка, Леополдин, утопила се у бродској несрећи 1843, супруга Адел умрла је 1868, а његова верна љубавница Жилијет Друе умрла је 1883, само две године пре његове смрти. Упркос великим породичним губицима Иго је истрајавао на политичким променама. Дана 30. јануара 1876. изабран је за члана новооснованог Сената. Његова последња фаза у политичком животу сматра се неуспелом. Иго је играо улогу тврдоглавог старца и врло је мало учинио за свог боравка у Сенату.
У фебруару 1881. Иго је прославио свој 79. рођендан. У част његовог уласка у осму деценију живота, одана му је једна од највећих почасти икада одана једном живом писцу. Прослава је започела 25. фебруара када је Иго добио вазу из Севра, традиционални дар за суверене. Дана 27. фебруара у његову част је одржана једна од највећих парада у француској историји. Народ је марширао од Авеније Ејло, па до Јелисејских поља и на крају до самог центра Париза. Народ је марширао 6 сати како би прошао крај Игоовог стана из кога је он поворку посматрао са прозора. Сваки детаљ параде направљен је и испланиран само за Игоа. Службени водичи су чак носили и раздељке као алузију на Козетину песму у Јадницима.
Виктор Иго је преминуо 22. маја 1885. у 83. години живота, и његова смрт је била попраћена јавним жалошћу. У свету га не ценимо само као изврсног књижевника него као и државника који се борио за очување целовитости Треће Републике и демократије у Француској. Више од 2 милиона људи придружило се његовој погребној поворци која је кренула од Тријумфална капија па до Пантеона где је сахрањен.

## Цртежи
Врло мало људи зна да је Иго био једнако успешан у ликовној уметности као и у књижевности, створивши преко 4.000 цртежа у свом животу.
Иако му је цртање на почетку био само хоби, оно почиње играти јако велику улогу у његовом животи нешто пре његовог егзила, када је донео одлуку да престане писати како би живот посветио политици. Цртање је био Игоов главни креативни израз у периоду од 1848. до 1851.
Иго је радио само на папиру малог формата, користећи углавном тамносмеђи или црни туш са малим додацима беле и врло ретко у боји. Његови сачувани цртежи су изненађујуће успешни и поприлично „модерни“ у свом стилу. Данас се његове слике сматрају једним од претеча надреализма и апстрактног експресионизма.
Иго се није устручавао користити дечје шаблоне, мрље од тинте, чипке и друга помагала, такође често користећи угаљ са шибица и своје прсте радије него оловке и четкице. Некад је додавао и кафу и чађ да би постигао ефекте које жели. Говори се да је Иго често цртао левом руком или без гледања у папир, чак и док је био у спиритуалистичким сеансама како би допро до подсвесне мисли. Тај његов концепт је касније популаризирао Сигмунд Фројд.
Иго је своје цртеже држао подаље од јавности у страху да не засене његов књижевни рад. Своје цртеже је волео делити породици и пријатељима, најчешће као илустрације на ручно израђеним разгледницама које је слао за време свог егзила. Нека његова дела излагана су, и њима су се дивили уметници као Винсент ван Гог и Ежен Делакроа, који су се касније говорили, да је Иго постао ликовни уметник, а не књижевник, засенио би све ликовне уметнике свог века.

## Споменици
Становници Гернзија подигли су му кип у Кенди вртовима у успомену на његов боравак на острву.
Град Париз очувао је његове станове на Гернзију и у броју 6 плас де Вож у Паризу и претворио их у музеје. Кућа у Вијандену (Луксембург) у којој је боравио 1871. такође је претворена у музеј.
Виктор Иго се поштује као светац у вијетнамској религији (Као Даи).

## Дела
Око четвртине дела Виктора Игоа насталих после 1849. су политички ангажована. Његови ставови често изгледају контрадикторни: Иго има разумевања за богаћење, али је против социјалних неједнакости, либерал, али против акумулирања богатства. Иго презире рат и борбу, али позива на оружје када треба да се штити демократија. Више његових дела Ватикан је ставио у Списак забрањених књига.

### Романи
- Буг-Жаргал, 1826.
- Последњи дан осуђеника на смрт (Le dernier jour d'un condamné), 1829.
- Хан Исланђанин (Han d'Islande), 1831.
- Богородичина црква у Паризу (Notre Dame de Paris), 1831.
- Клод Ге (Claude Gueux), 1834.
- Јадници (Les Misérables), 1862.
- Работници на мору (Les travailleurs de la mer), 1866.
- Човек који се смеје (L'homme qui rit), 1869.
- Деведесет трећа (Quatre-vingt-treize), 1874.

### Драме
- Кромвел (са програмским предговором), 1827.
- Марион Делорме, 1829. (основа за оперу Марион Делорме Амилкаре Понкјелија)
- Ернани, 1830. (основа за оперу Ернани Ђузепе Вердија, код нас превео Јован Стерија Поповић)
- Краљ се забавља, 1832. (основа за оперу Риголето Ђузепе Вердија)
- Лукреција Борџија, 1833.
- Марија Тјудор, 1833.
- Руј Блаз, 1838.

### Полемике
- Наполеон Мали  (О држави Наполеона III), 1851.

### Говори и апели
- (О заштити обале)
- (Женско „стање“)
- (Религијско учење)
- (Излагање против смртне казне)
- (За Србију)

## Занимљивости
Виктор Иго писао је врло дугачке реченице; у роману Јадници једна његова реченица протеже се на неколико страница и има 823 речи и 93 зареза.